# 金寶湯罐頭 (藝術作品)
金宝汤罐头（Campbell's Soup Cans），有時稱作32罐金宝汤罐头（32 Campbell's Soup Cans）是一幅由美國藝術家安迪·沃荷於1962年所創作的藝術作品。
作品包括三十二塊帆布，每一小塊分別的面積為20 × 16 英寸（50.8 × 40.6 厘米），上面畫著一個金寶湯罐頭，每一個為當時罐頭湯製造商旗下不同口味的產品。每一幅繪圖都使用了半機器化的絲網印刷技術，以非畫性的風格製作。《金寶罐頭湯》利用流行文化作為創作主題，並帶領著普普藝術榮登大雅之堂，打入主流的藝術運動。
對於成功地由插畫家搖身一變成為了作家、畫家與導演的安迪·沃荷來說，這個作品使他開了第一次作為美術家的個人美術館展覽。是次展覽標誌著普普藝術的種子開始在美國西岸萌芽。作品的半機器化製作過程、非畫性的風格以至濃郁的商業主題，起初曾經在美術界引起冒犯，因為當時商業主義正好跟抽象表現主義的哲理觀和表現手法相對。第二次世界大战以後，抽象表現主義橫行其道，並積極提倡美術與美學以外的神秘傾向。這個衝突引起一大堆對這幅作品的價值與道德問題的爭論，安迪·沃荷作為一個藝術家的動機亦因此備受質疑，時至今日這依然是一個熱門話題。
輿論令到沃荷從一位熟練的五十年代商業插畫家轉型為顯著的美術家，並使他從其他普普藝術的後起之秀明顯地分野出來。儘管對於其作品的商業需求並不是突如其來，這幅作品令他的名字跟金寶湯罐頭繪圖劃上等號。之後，沃荷在他三個截然不同的職業生涯中再發表了一系列有關金寶湯罐頭的作品，並為他其他作品從傳媒與商業世界裡引入大量的創作素材。如今「金寶湯罐頭主題」一般是指原本的一套作品，以及之後沃荷為金寶湯罐頭所畫的素描和繪畫。結果這些主題相近的作品越來越受大眾歡迎，不但令沃荷名聲大噪，成為美國最著名的普普藝術家 ，更一度是最高身價的美國畫家。

## 早期工作生涯

### 紐約藝術館
當沃荷剛畢業於卡內基理工學院（即卡內基美隆大學前身）後，便直接跑到紐約市工作。他成為了商業插圖師，並且很快獲得成功。他第一份公開出版的繪圖刊登在《魅力雜誌》夏季號1949期。In 1952, he had his first art gallery show at the Bodley Gallery with a display of Truman Capote-inspired works.

## 註解
1. ↑  Frazier, p. 708
2. ↑  . The Museum of Modern Art. 2007  [2007-03-09]. （原始内容存档于2015-04-29）.
3. ↑  Angell, p. 38
4. ↑  Livingstone, p. 32.
5. ↑  Stokstad, p. 1130
6. ↑  Bourdon p. 307
7. ↑  . Smarthistory at Khan Academy.   [December 21, 2012]. （原始内容存档于2014-11-21）.
8. ↑  Livingstone, p. 31.
9. ↑  Watson, p 25.
10. ↑  Watson, pp 27-8.